# Гаїчка болотяна
Гаїчка болотяна (Poecile palustris, раніше — Parus palustris) — невеликий птах родини синицевих (Paridae). Мешканець вологих дрібнолистяних лісів. В Україні осілий, кочовий вид. Охороняється Бернською конвенцією.

## Систематика та таксономія
Перший науковий опис виду під назвою Parus palustris був здійснений Карлом Ліннеєм у 1758 році в роботі «Система природи» (10-те видання). При цьому, автор мав на увазі не тільки гаїчку болотяну, а й гаїчку-пухляк, вважаючи їх одним видом. Лише на початку ХІХ ст. німецький орнітолог Християн Людвіг Брем дійшов до висновку, що це різні птахи. До недавнього часу гаїчку болотяну відносили до роду Синиця (Parus). На основі останніх досліджень гаїчку болотяну виділяють до іншого роду — Poecile. Остання класифікація знайшла відображення у авторитетних джерелах, зокрема у виданні «Handbook of the Birds of the World»
Виділяють 11 підвидів гаїчки болотяної:
- P. p. dresseri (Stejneger, 1886);
- P. p. palustris (Linnaeus, 1758);
- P. p. italicus (Tschusi & Hellmayr, 1900);
- P. p. stagnatilis (C. L. Brehm, 1855);
- P. p. kabardensis (Buturlin, 1929);
- P. p. brevirostris (Taczanowski, 1872);
- P. p. jeholicus (O. Kleinschmidt & Weigold, 1922);
- P. p. hellmayri (Bianchi, 1902);
- P. p. hypermelaenus (Berezowski & Bianchi, 1891 У деяких джерелах ця форма розглядається як окремий вид Poecile hypermelaenus[5][6]);
- P. p. ernsti (Yamashina, 1933);
- P. p. hensoni (Stejneger, 1892).

## Опис

### Морфологічні ознаки

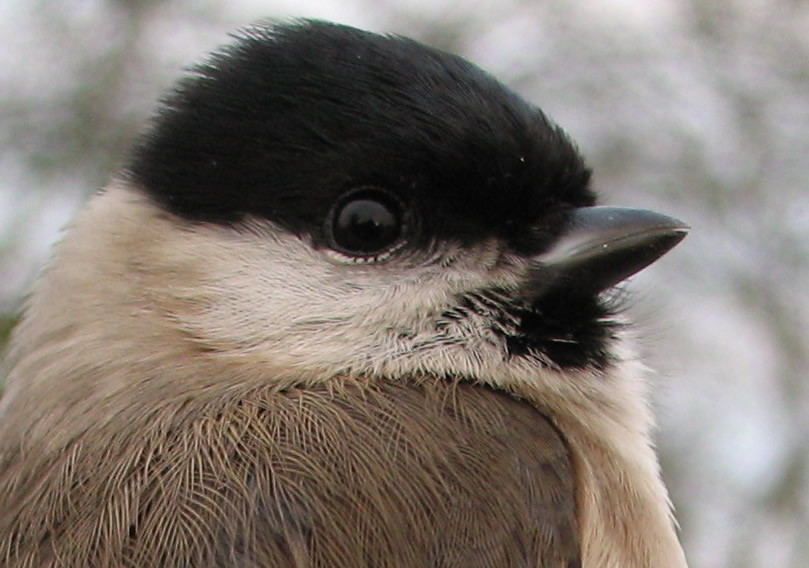
Голова зблизька

Маса тіла 9—12 г. Довжина тіла близько 12 см. У дорослого птаха верх голови і горло чорні, на голові металічний полиск; щоки і боки шиї сіруваті; спина, плечові пера, поперек, надхвістя і покривні пера верху крил бурувато-сірі; низ білуватий, боки тулуба і черево з сірувато-вохристим відтінком махові і стернові пера бурі; дзьоб сірувато-чорний; ноги сірувато-бурі. Молодий птах схожий на дорослого, але верх голови чорно-бурий, без металічного полиску.
Від гаїчки-пухляка відрізняється меншим розміром чорної плями на горлі, металічним полиском на голові та відсутністю білуватої плями на другорядних махових перах на складеному крилі, але достовірно — лише покликом.

### Звуки
Гаїчка болотяна володіє широким звуковим репертуаром. Саме за голосом її можна найбільш надійно відрізнити від близького виду — гаїчки-пухляка. Пісня — дзвінке «цві — цві — цві — цві — цві», поклик — енергійно «сі — сі — дже — дже — дже».

## Поширення
Гаїчка болотяна поширена в помірних широтах Євразії, де виділяють декілька ділянок мешкання в західній та східній частині материку. Найбільший з них охоплює більшу частину Європи від Кантарбійських гір і Піренеїв на заході до долини р. Білої на Південному Уралі на сході. На півночі Європи гаїчка гніздиться на північ до 61° пн. ш. у Скандинавії та південній Фінляндії. Південна межа ареалу в середній смузі Європи приблизно збігається з межею широколистяних лісів та проходить через Італію, південну Албанію, північну Грецію, Родопські гори, середню Молдову, південну частину Подільської височини та Харківську область. Крім того, ізольовані популяції існують в горах Туреччини та на обох схилах Великого Кавказу.
У Західному Сибіру гаїчка болотяна практично не зустрічається, проте досить звичайною є далі на схід — від рівнин та передгір'я Алтаю, Кузнецького Алатау та Саян. Ця частина ареалу простягається на схід до узбережжя Японського і Жовтого морів, на північ піднімається до районів Красноярську та Іркутську, на схід — в Забайкальському краї і басейні середнього і нижнього Амуру до 53-ї паралелі. Гніздиться також в Монголії на південь від Хангайських гір і Хентею та широкою смугою по всьому північно-східному Китаю та Кореї.
За межами материку населяє південні Курили, Сахалін, Хоккайдо та острови затоки Петра Великого.
В Україні поширена в лісовій і лісостеповій смугах, а також у північній частині степової смуги. Під час зимових кочівель трапляється в лісах і парках Запорізького Придніпров'я та Приазов'я.

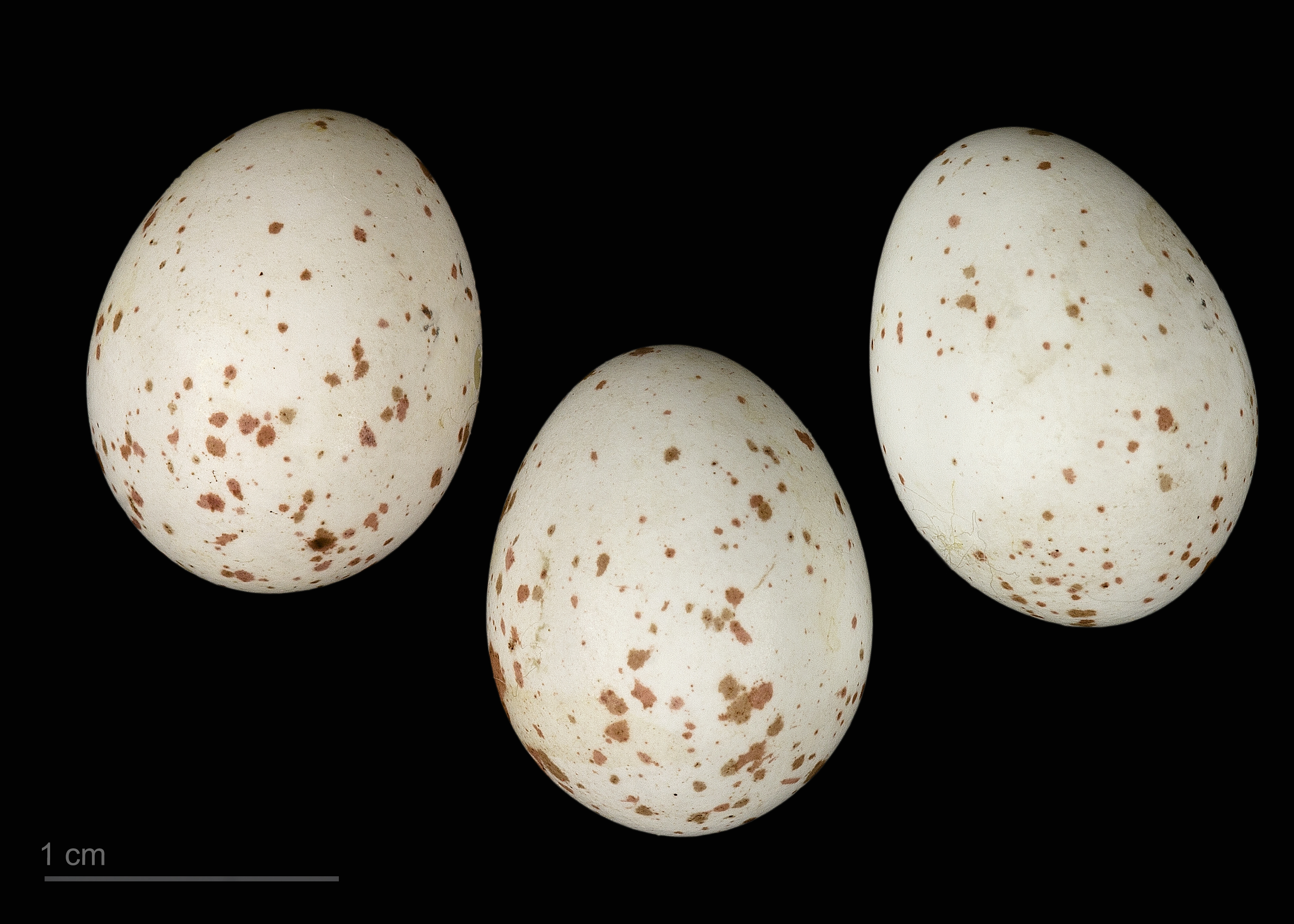
яйце Poecile palustris - Тулузький музей

## Чисельність
Чисельність в Європі оцінена в 3—6 млн пар, в Україні — 255—380 тис. пар. Спостерігається скорочення чисельності популяції.

## Гніздування

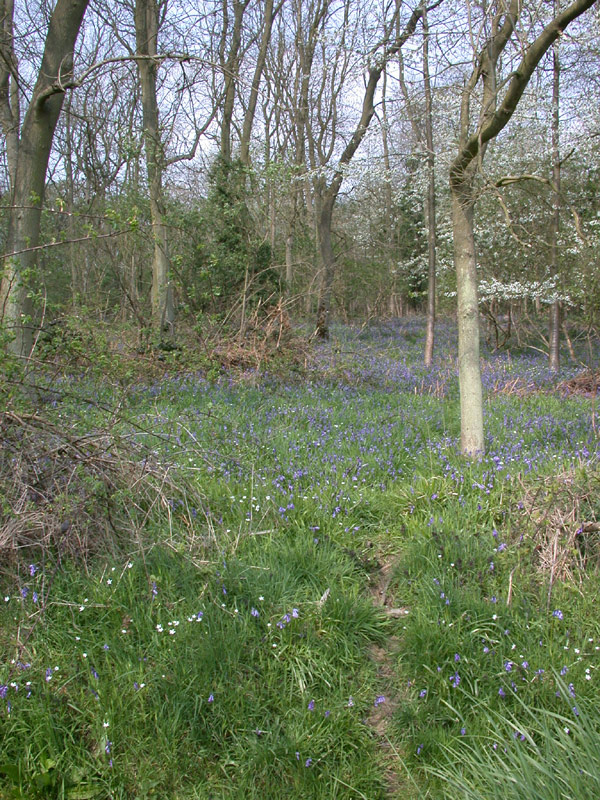
Типовий гніздовий біотоп гаїчки болотяної

У період розмноження тримається в листяних, рідше мішаних лісах. Частіше зустрічається у вільшняках, березняках, у різних мішаних дрібнолистяних деревостанах. Гніздову ділянку зазвичай обирає в сирих, нерідко заболочених місцях із молодим підростом та кущами, а також поблизу від лісових річок, струмків і боліт. Охоче оселяється в заростях кущів і молодого лісу з окремими гнилими деревами і пнями, по берегах річок і озер. Інколи зустрічається в закинутих фруктових садах і парках з водоймами.
Гніздиться окремими парами. Гніздо споруджує в різноманітних порожнинах стовбурів, але частіше в трухлявих пнях, в яких нерідко самостійно видовбує дупло. Інколи видовбує дупла також у нетовстих стовбурах вільхи, верби, берези із гнилою деревиною. Дупла робить, як правило, на невеликій висоті — 0,5—1,5 м. Висота розташування готових дупел інколи досягає 2—3 м. Діаметр льотка дупел зазвичай не перевищує 35 мм, але частіше буває лише 22—30 мм. Може заселяти штучні гніздівлі-дуплянки.
Гніздо споруджується переважно з моху, з домішкою невеликої кількості павутиння. До цього матеріалу додається шерсть. Шерстю вистилається також лоток, інколи до неї додаються дрібне пір'я та пух.
У повній кладці 7—10, інколи 5 або 6 яєць, зрідка 11—12. Їхні середні розміри 16,19×12,24 мм. Шкаралупа блискуча, молочно-білого кольору, вкрита дрібними нещільно розміщеними іржаво-червонуватими та червоно-бурими поверхневими плямами, що часто збираються біля тупого кінця у віночок. Глибокі плями нечисленні, фіолетово-сірого кольору.
До розмноження птахи приступають з початку квітня. Протягом року зазвичай буває один виводок, інколи — два. Насиджує самка протягом 13-15 діб.

## Живлення
У весняно-літній період переважає тваринна їжа — лісові комахи та інші дрібні безхребетні, у тому числі двокрилі, напівтвердокрилі, веснянки, волохокрильці, перетинчастокрилі, жуки, лускокрилі (гусінь та метелики), мурашки, павуки та молюски. Серед рослинних кормів вживають бруньки, квіти, плоди і насіння різноманітних рослин. Зокрема, плоди малини, смородини, глоду, бузини, яблуні, груші. Взимку вживає переважно насіння хвойних, верби, багатьох трав'янистих і зернових культур. Рано навесні може пити сік осики, клена та берези. З кінця серпня до зими робить запаси їжі на деревах в тріщинах кори, під мохом, лишайником; на землі під опалим листям. Надалі знаходить захований корм по пам'яті.

## Охорона
Вид занесений до Додатку ІІ Бернської конвенції (охоронна категорія: підлягає особливій охороні).